# Paramarbla beni
Paramarbla beni är en fjärilsart som beskrevs av George Thomas Bethune-Baker 1909. Paramarbla beni ingår i släktet Paramarbla och familjen tofsspinnare. Inga underarter finns listade i Catalogue of Life.